# Nenad Novaković
Nenad Novaković (født 14. juli 1982) er en serbisk professionel fodboldspiller, der senest spillede for Debreceni.

## Karriere
Novakovic kom til Odense Boldklub i december 2006.
Den 31. januar 2007 kom han til Reggina Calcio, hvor han debuterede den 16. december mod Parma FC. I sommeren 2008 blev han udlånt til den norske klub Aalesund FK. 
Den 7. januar 2009 skrev han kontrakt med FC Nordsjælland. Et halvandet år efter blev hen enig med klubben om at få ophævet sin kontrakt eftersom han havde svært ved at skaffe sig spilletid.